# Noppon Saengkham
Noppon Saengkham (provincia de Samut Prakan, 15 de julio de 1992) es un jugador de snooker tailandés.

## Biografía
Nació en la provincia tailandesa de Samut Prakan en 1992. Es jugador profesional de snooker desde 2010. No se ha proclamado campeón de ningún torneo de ranking, aunque sí fue subcampeón del Abierto de Escocia de 2023, en cuya final cayó derrotado (5-9) ante Gary Wilson. Ha logrado, eso sí, tejer una tacada máxima a lo largo de su carrera, que llegó en su partido de tercera ronda del Abierto de Gales de 2019, en el que se medía con Mark Selby.